# Valentina Magaletti

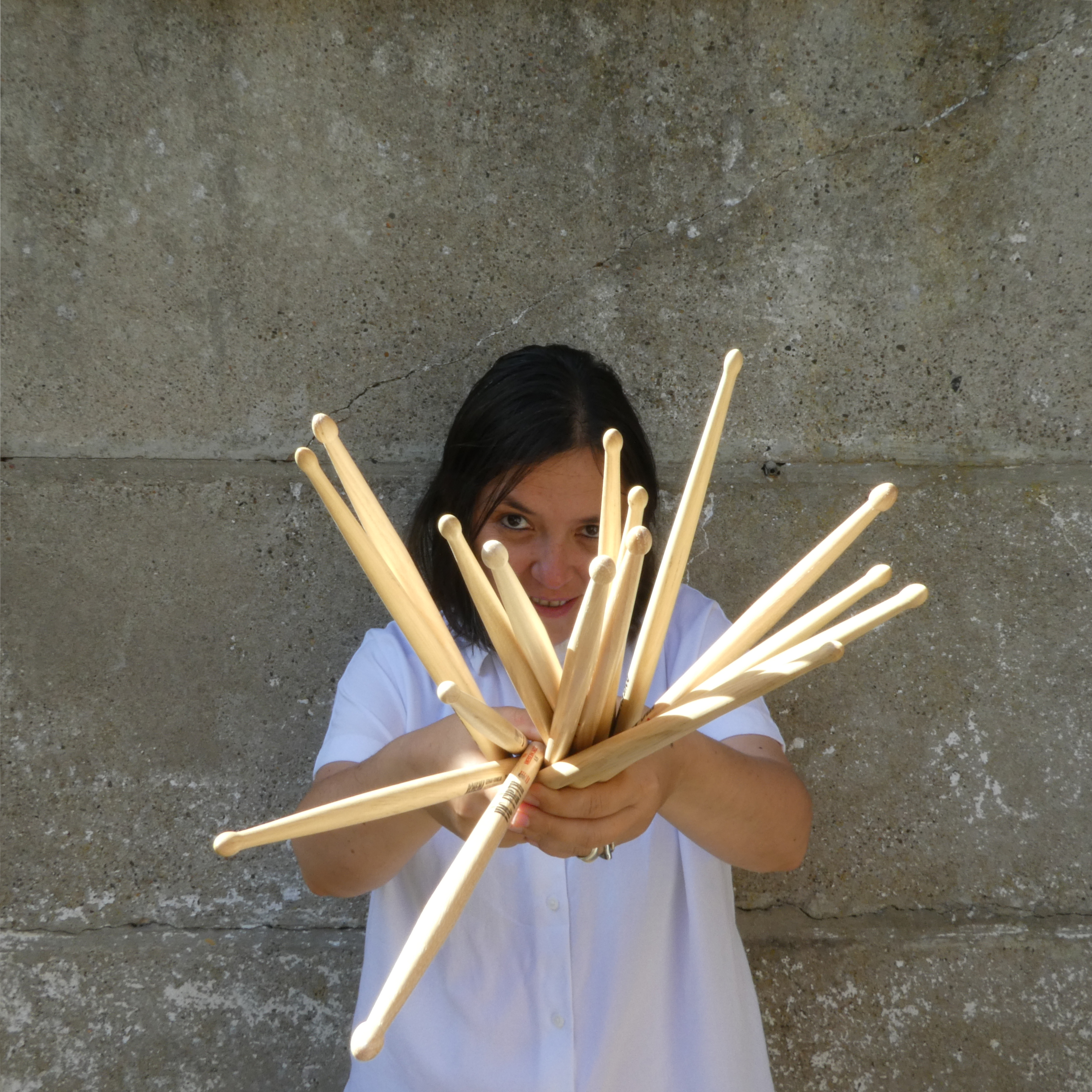
Valentina Magaletti (hält einige Drumsticks in den Händen, 2022)

Valentina Magaletti (* 1977 in Bari) ist eine in London lebende italienische Schlagzeugerin, Vibraphonistin und Komponistin, die genreübergreifend versucht, ihre „klangliche Palette durch endloses Zuhören und Experimentieren mit neuen Materialien und Klängen strategisch zu erweitern.“ Sie sieht das Schlagzeug als vielseitiges Instrument, das sowohl männliche als auch weibliche Anteile in sich trägt, und spricht von einem „feministischen Schlagzeugspiel“.

## Leben und Wirken
Magaletti spielt seit ihrem 12. Lebensjahr Schlagzeug und Perkussion. Zunächst gehörte sie in Bari zur Soul-Jazz-Cover-Band Sestetto Nuovo, dann begeisterte sie sich für komplexere Takte und entwickelte ein Interesse an „Patchwork und Collage.“ Sie studierte Rechtswissenschaften und schloss ihr Studium Anfang der 2000er Jahre mit einer Dissertation über geistiges Eigentum ab. Nach ihrem Studium zog sie nach London, wo sie als Juristin arbeitete, aber auch als Musikerin tätig war. Mit der Band Econoline trat sie in einer John Peel Session auf. Seit 2015 gehörte sie zur Psychedelic-Pop-Band Vanishing Twin, mit der sie mehrere Alben veröffentlichte, 2023 das angebliche „Erfolgsalbum“ Afternoon X.
Im Duo Tomaga arbeitete Magaletti parallel dazu seit 2014 mit dem Bassisten Tom Relleen zwischen Industrial, Jazz, Psychedelia und Minimal Music und suchte die Spannung zwischen Improvisation und Form. Bei Tomaga tourte sie mit Acts wie Stereolab, Wire, Thurston Moore, Faust, Lee Ranaldo sowie Silver Apples und legte „eine beeindruckende Diskographie vor.“ Mit dem Tod Relleens im Jahr 2020 endete das Projekt.
Weiterhin bildete Magaletti mit Graham Lewis und Matthew Simms (Wire) sowie Thighpaulsandra (Coil) die Supergroup UUU, die 2018 ihr gleichnamiges Album veröffentlichte. Zuvor holte sie 2017 Irmin Schmidt zu seinem Can Project. Gemeinsam mit dem Perkussionisten und Bildhauer Joăo Pais Filipe veröffentlichte sie 2018 als CZN das Album The Golden Path; angeblich konzentriert es sich auf die Erforschung ritueller und schamanischer Momente des Trommelns. CZN steht für Kupfer, Zinn und Nickel, die Metalle, aus denen Becken und Gongs bestehen. 2019 folgte Sulla Pelle, ein gemeinsames Album mit dem Schweizer Musiker Julian Sartorius.
Magaletti hat mit der portugiesischen Produzentin Nídia das Album Estradas (2024) veröffentlicht, das komplexe Rhythmen für experimentelle Tanzflächen bietet. Mit dem Post-Punk-Trio Holy Tongue erkundet sie Dub-Techno-Einflüsse und hat zudem ein Album mit dem britischen Elektronikproduzenten Shackleton veröffentlicht.
Seit Beginn der 2020er-Jahre sind vier Solo-Veröffentlichungen Magalettis erschienen wie A Queer Anthology of Drums, Rotta oder Naize, mit ungewöhnlichen Sounds und Haptiken (z. B. den Klängen von Linsen oder eines Keramik-Drumsets), aber auch mit Einspielungen von field recordings. Auf ihrem 2020 erschienenen Soloalbum A Queer Anthology of Drums versuchte sie angeblich, die Geschichte des Free Jazz und der experimentellen Musik aus ihrer Perspektive zu erzählen.
Zudem arbeitete sie mit Raime, Nicolas Jaar, Jandek, Helm, Malcom Catto, Charles Hayward, Agathe Max, dem London Improvisers Orchestra, Bat for Lashes, Gruff Rhys, Philip Selway und Sampha.
Zusammen mit der französischen Autorin Fanny Chiarello gründete Magaletti den Verlag Permanent Draft und veröffentlichte deren Buch Basta Now. Women, Trans & Non-binary in Experimental Music, an dem sie mitarbeitete, eine Sammlung von über 2.000 Namen von weiblichen, Trans- und nichtbinären Künstlern in der experimentellen Musikszene.'